# فرمان امپراتوری برای سربازان و ملوانان

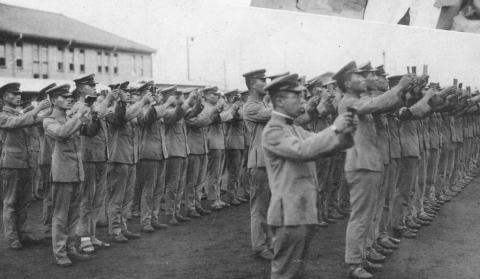
خواندن رسمی نامه روزانه امپراتوری، برای سربازان و ملوانان، در دانشکده مهندسی آی‌جی‌اِی، ۱۹۳۹

فرمان امپراتوری برای سربازان و ملوانان (به ژاپنی: 軍人勅諭, Gunjin Chokuyu)، کد اخلاقی رسمی پرسنل نظامی بود و اغلب به همراه متن آموزشی امپراتوری به عنوان مبانی ایدئولوژی ملی ژاپن قبل از جنگ جهانی دوم ذکر شده‌است. همه پرسنل نظامی موظف بودند که این متن را که دارای ۲۷۰۰ کانجی بود، را حفظ کنند.
این متن را امپراتور میجی ژاپن در تاریخ ۴ ژانویه ۱۸۸۲ صادر کرد. این متن به عنوان مهمترین سند در توسعه نیروی زمینی امپراتوری ژاپن و نیروی دریایی امپراتوری ژاپن در نظر گرفته می‌شود.